# 沿海县
沿海县是越南茶荣省下辖的一个县。

## 地理
沿海县东接沿海市社，南临南中国海，西接朔庄省岣崂榕县，北接茶句县和乾隆县。

## 历史
2015年5月15日，茶句县敦洲社、敦春社2社划归沿海县管辖；民成社部分区域划归东海社管辖；以沿海市镇、协盛社、隆有社、隆全社、长隆和社、民成社1市镇5社析置沿海市社。
2023年2月13日，越南国会常务委员会通过决议，自2023年3月1日起，隆庆社福会邑划归五乐社Mé Láng邑管辖。

## 行政区划
沿海县下辖1市镇6社，县莅五乐社。
- 隆城市镇（Thị trấn Long Thành）
- 敦洲社（Xã Đôn Châu）
- 敦春社（Xã Đôn Xuân）
- 东海社（Xã Đông Hải）
- 隆庆社（Xã Long Khánh）
- 隆永社（Xã Long Vĩnh）
- 五乐社（Xã Ngũ Lạc）